# Аугусту, Отавиу
Отавиу Аугусту де Азеведу Соза (порт.-браз. Otávio Augusto de Azevedo Sousa, род. 30 января 1945, Сан-Мануэл, Сан-Паулу) — бразильский актёр.

## Биография
Отавиу Аугусту родился в городе Сан-Мануэл в штате Сан-Паулу. После ухода матери в монастырь он воспитывался бабушкой и дедушкой. В пятнадцать лет будущий актёр устроился страховым агентом. Коллега по работе познакомил его с человеком из мира кинобизнеса, который предложил Аугусту работу актёра дубляжа. В 1960-х года стал выступать в театре, присоединившись к театральной труппе. Играл в таких постановках, как «Враги» по Максиму Горькому, «Король свечи» по Освалду де Андраде, «Чёрная власть» по Лерою Джонсу, «В джунглях городов» (Na Selva das Cidades) по Бертольту Брехту и др.
Кинодебют Аугусту на телевидении состоялся в 1972 году в эпизоде ежемесячного выпуска «Специальная комедия». Дальше с успехом стала развиваться и кинокарьера актёра. Это может подтвердить количество ролей в сериалах и фильмах в его фильмографии: их около 110.
С 1971 по 1985 год Аугусту был женат на Бет Пиньо Соузе, ставшей матерью двух его дочерей. С 1986 года он состоит в браке с актрисой Кристиной Мулинс.